# 馬耶拉國家公園
馬耶拉國家公園（義大利語：Parco Nazionale della Majella）是位於義大利阿布魯佐大區基耶蒂省、佩斯卡拉省和拉奎拉省的一個國家公園。馬耶拉國家公園內的最高峰是阿馬羅峰，高2793米。國家公園面積740.95 km。馬耶拉國家公園有一條長500公里的遠足小徑，還發現了羅馬帝國時期的考古遺址。